# 水豊駅
水豊駅（수풍역、スプンえき）は朝鮮民主主義人民共和国平安北道朔州郡に位置する朝鮮民主主義人民共和国鉄道省水豊線の鉄道駅である。

## 歴史
- 1939年9月27日：開業[1]。

## 隣の駅
朝鮮民主主義人民共和国鉄道省
水豊線
富豊駅 - 水豊駅